# Buenavista, Jilotepec
Buenavista är en ort i Mexiko, tillhörande kommunen Jilotepec i den västra delen av delstaten Mexiko. Orten hade 2 151 invånare vid folkräkningen 2010.